# Стасіс Антанас Бачкіс
Стасіс Антанас Бачкіс (лит. Stasys Antanas Bačkis; 11 лютого 1906, Пантаконіай — 10 листопада 1999, Вільнюс, Литва) — литовський дипломат. Міністр закордонних справ Литви у вигнанні з 1983 по 1991 рр.

## Життєпис
У 1925 році, після закінчення середньої школи в Паневежисі, він відправився вивчати французьку мову. У 1928 році закінчив юридичний факультет Сорбонни зі ступенем ліцензіата). Після повернення в Литву, в 1930 році поступив на службу в Міністерство закордонних справ Литви. З 1930 року — перший секретар політичного відділу, а з 1934 року — особистий секретар Міністра закордонних справ Литви. Виконував функції генерального секретаря Литовської делегації на семи конференціях Міністрів закордонних справ країн Балтії в Каунасі, Ризі і Таллінні. Заступник секретаря та член делегації Литви на XVI, XVII і XVIII сесіях Ліги Націй в Женеві.
З 1938 року — співробітник посольства Литви у Франції. Після радянської окупації Литви, продовжував виконувати дипломатичні функції аж до 1960 року. З 1938 року — перший секретар, з 1940 року — радник місії. У 1943 році служив у дипломатичній місії в Парижі в ранзі радника, а з 1953 року — повноважного міністра.
У 1943 році захистив в Сорбонні докторську дисертацію з державного права.
З 1960 року проходив службу в дипломатичному представництві Литви в Вашингтоні в якості радника в ранзі повноважного міністра.
У 1983—1991 рр. — Міністр закордонних справ Литви у вигнанні.
У 1993 році повернувся до Литви.

## Нагороди та відзнаки
- Великий хрест ордена Великого князя Литовського Гядімінаса (8 лютого 1996 рік а)[2]
- Великий Командорський хрест ордена Великого князя Литовського Гядімінаса (10 лютого 1994)[3]
- Командорський хрест ордена Великого князя Литовського Гядімінаса (1937 рік)
- Лицар 1 класу ордена Полярної зірки (Швеція)
- Командор ордена Трьох зірок (Латвія)
- Командор ордена Корони Італії (Італія)
- Офіцер ордена Почесного легіону (Франція)
- Кавалер ордена святого Григорія Великого (Святий Престол)